# 에글렌타인 젭
에글렌타인 젭 (영어 : Eglantyne Jebb, 1876년 8월 25일~1928년 12월 17일)은 영국의 사회개혁가이자 세이브더칠드런의 창립자이다.

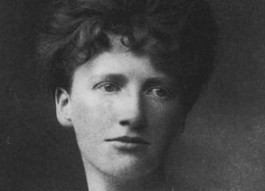
에글렌타인 젭
Eglantyne Jebb, 1920

## 성장기
에글렌타인 젭은 1876년 영국 중서부, 슈롭셔의 엘즈미어에서 태어나 가족 사유지에서 자랐다. 젭 일가는 부유한 집안이었으며 사회적 양심을 가지고 공익에 헌신하는 사람들이었다. 그녀의 어머니 에글렌타인 루이사 젭(Eglantyne Louisa Jebb)은 벽지 젊은이들의 미술공예 활동을 장려하기 위해 미술공예협회(Home Art and Industries Association)를 설립했다. 그녀의 자매 루이사는 1차 세계대전 중에 농업지원부인회(Women's Land Army)의 조직을 도왔으며, 또 다른 자매이자 찰스 로덴 벅스톤(Charles Roden Buxton)과 결혼한 도로시 프란시스 젭(Dorothy Frances Jebb)은 전쟁 후 독일인들을 악마화하는 처사에 반대하는 캠페인을 펼쳤다.

## 사회적 행동주의
에글렌타인은 옥스퍼드대학의 레이디 마거릿 홀에서 역사를 공부하고 교사가 되기 위한 교육을 받았다. 하지만 말보로의 성 피터 주니어 스쿨에서 1년간의 교사 생활 후 어린이들이 직면한 곤경과 곳곳에 만연한 빈곤의 본질을 깨닫게 되고, 마침내 교사가 되는 것이 그녀의 소명이 아님을 확신한다.
그 후 에글렌타인은 그녀의 병든 어머니를 돌보기 위해 캠브리지로 거처를 옮긴다. 그리고 그 곳에서 구호사업에의 과학적인 접근을 추구하는 자선조직협회(Charity Organisation Society)와 만나게 된다. 이 만남은 그녀가 도시 상태에 관한 대규모 조사 프로젝트를 수행하는 계기가 되었다. 그리고 1906년, 연구결과를 토대로 사회문제연구(Study in Socal Questions)를 출판하였다.
출판이후 수년간 눈에 띄는 활동은 없었으나, 1913년 MRF(Macedonian Relief Fund)를 대표하여 마케도니아로 가는 여정을 맡아줄 것을 요청받았다. 그리고 제1차 세계대전이 발발하기 전에 바로 돌아온 그녀는 곧 도로시가 추진하던 프로젝트에 참여하게 된다. 당시 도로시는 유럽신문 - 독일과 오스트리아 헝가리 제국을 포함하여 - 의 수입과, 적국 국민들의 생활이 정부의 선전보다 더 열악한 상황임을 폭로하는 캠브리지 매거진의 기사를 발췌를 진행하고 있었다.
전쟁의 끝이 다가올수록 독일과 오스트리아 제국은 점차 붕괴되어가고 있었다. 그리고 도로시와 에글렌타인에게 이 국가의 어린이들이 전쟁의 영향은 물론, 연합군에 의해 지속되고 있던 적국 봉쇄정책으로 인해 끔찍한 고통을 겪고 있다는 것은 분명한 사실이었다. 이에 두 사람은 봉쇄정책을 끝내도록 영국 정부를 설득하기 위해 영향력 있는 사람들을 모아 기아퇴치위원회(the Fight the Famine Council)를 설립했다.

## 세이브더칠드런
하지만 이내, 조직의 목표는 실질적인 원조를 제공하는 것으로 바뀌었다. 위원회는 독일과 오스트리아의 어린이들을 위한 기금조성을 목적으로 세이브더칠드런을 설립했다. 1919년 5월 19일, 런던의 로얄 알버트홀에서 출범한 이 조직은 단기간 내에 영국대중으로부터 목표치의 기금을 모으는데 성공하고, 구호사업의 체계화를 돕기 위해 공무원들이 파견되었다.
기금조성의 성공에 힘입은 에글렌타인과 도로시는 어린이들을 위한 국제적인 운동을 시도하였다. 그 결과 1920년, 영국세이브더칠드런기금(British Save the Children Fund)과 스웨덴의 Rädda Barnen이라는 단체의 협력으로 제노바에서 국제세이브더칠드런연맹(The International Save the Children Union)이 설립되었다.
런던에서 국제세이브더칠드런연맹의 책임자가 된 에글렌타인은 자선조직협회(Charity Organisation Society)에서 배웠던 대로 모금활동은 반드시 전문적인 방식으로 접근하도록 하였다. 효율적인 조직운영을 위해 관리자로 채용된 루이스 골든(Lewis Golden)은 신문에 전면광고를 싣는 혁신적인 - 그리고 논란이 많은 - 접근을 시도했다. 이 방법은 대단히 효과적이었으며 기금사업을 위한 상당한 양의 자금을 모을 수 있었다.
중앙유럽의 몰락과 더불어 그리스와 주변지역의 난민 문제, 해당 지역에서의 끊임없는 분쟁 등으로 인해 기금사용에 대한 새로운 관점이 제시되었다. 그리고 1921년, 마치 이러한 사건들은 아무것도 아니라는 듯 더 심각한 상황들이 이어졌다. 바로 전쟁의 파괴로 인한 후유증, 혁명과 내전, 볼셰비키 정부의 형편없는 경제정책, 러시아의 흉작으로 인한 기근 등이었다. 새로운 모금활동으로 기부가 크게 증가했고, 세이브더칠드런팀은 주요 기근센터 중 한곳인 러시아 사라토프로 파견되었다.

## 아동권리선언문
기금 운영에 있어 에글렌타인의 주요관심사는 연구결과에 근거한 계획적 접근의 중요성이었다. 러시아 구호활동이 거의 마무리 되어가던 1923년, 기금은 급격히 줄어들고 있었고 그녀는 아동의 권리에 대한 문제로 화제를 돌렸다. 제네바로 간 에글렌타인은 어린이 선언문의 초안을 가지고 국제연맹과 회의를 가지게 된다. 그 결과 어린이의 권리와 그 권리를 모든 정책의 중심으로 해야 할 국제사회의 의무를 주장하는 내용을 담은, 짧지만 소중한 문서가 탄생했다. 이 아동권리선언문은 이듬해 국제연맹에 의해 채택되어 제네바선언문으로 알려지게 되었다.
전쟁이 끝나고 유럽에 평화가 찾아옴에 따라 구호활동은 점차 감소했고, 세이브더칠드런의 새로운 목표는 아동권리선언을 실현하는 방향으로 바뀌었다. 1925년, 제네바에서 첫 번째 국제아동복지회의가 개최되었다. 선언문은 다방면으로 토의되었고 많은 조직과 국가의 지지를 받았다. 1959년 UN(United Nations)에 의해 채택되었고, 1989년 UN아동권리협약(UN Convention on the Rights of the Child) 이후 핵심적인 개념이 되었다.

## 죽음과 평가
마지막 수년간 에글렌타인은 건강문제로 고통 받았다. 세 차례의 갑상선종 수술 후 1928년, 그녀는 제네바의 한 양로원에서 눈을 감았다. 그리고 성 조지 공동묘지에 묻혔다. 
2024년 2월 7일, 제네바시는 아동 권리에 대한 그녀의 헌신을 기리기 위한 엄숙한 행사와 함께 Jebb의 유해를 Cimetière des Rois의 무덤에 다시 묻었다. 이 묘지는 제네바의 판테온으로 간주되며, 도시와 지역 사회에 특히 뛰어난 공헌을 한 인물을 위해 매장되어 있다.
그녀는 오늘날 단지 혁신적인 마케팅 기법뿐 아니라 국제적 인사이자, 평등주의자, 전문가, 그리고 세이브더칠드런의 정신적 지주로서 기억되고 있다.

## 참고 자료
- Brian Harrison, "Jebb, Eglantyne (1876–1928)", Oxford Dictionary of National Biography, Oxford University Press, 2004 (accessed 6 Jan 2007).
- Francesca Wilson, Rebel Daughter of a Country House, London, 1967.
- Clare Mulley, The Woman Who Saved the Children: A Biography of Eglantyne Jebb, Founder of Save the Children, Oneworld Publications, 2009, ISBN 978-1-85168-657-5.